# Antonstraße (Dresden)
Die Antonstraße ist eine Ausfallstraße von Dresden in Richtung Nordosten. Sie führt als Teilstück der heutigen Bundesstraße 6 in der Inneren Neustadt von der Marienbrücke an der Elbe, vorbei am Bahnhof Dresden-Neustadt (Neustädter Bahnhof) bis zum Albertplatz.

## Geschichte

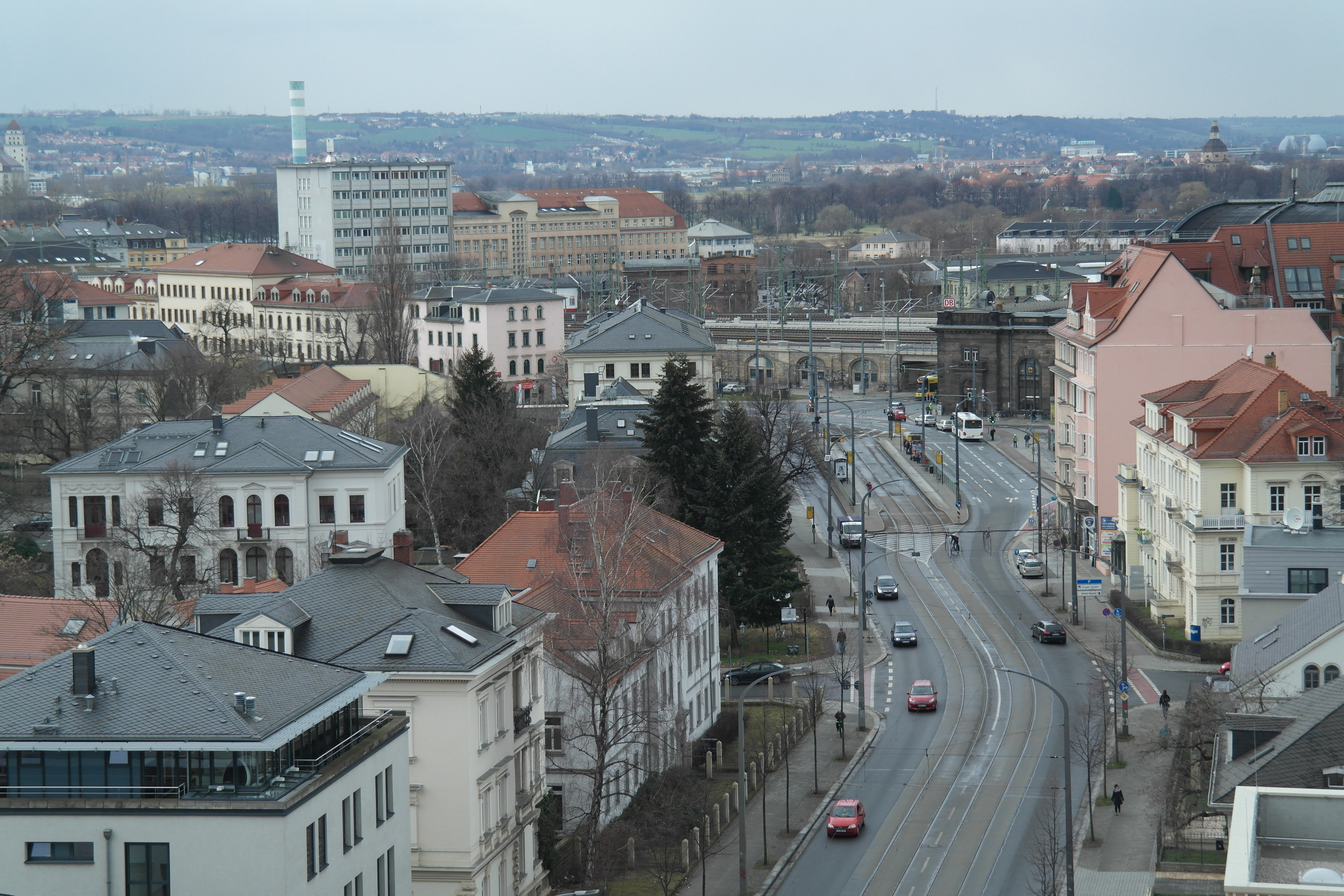
Blick in die Antonstraße zum Neustädter Bahnhof

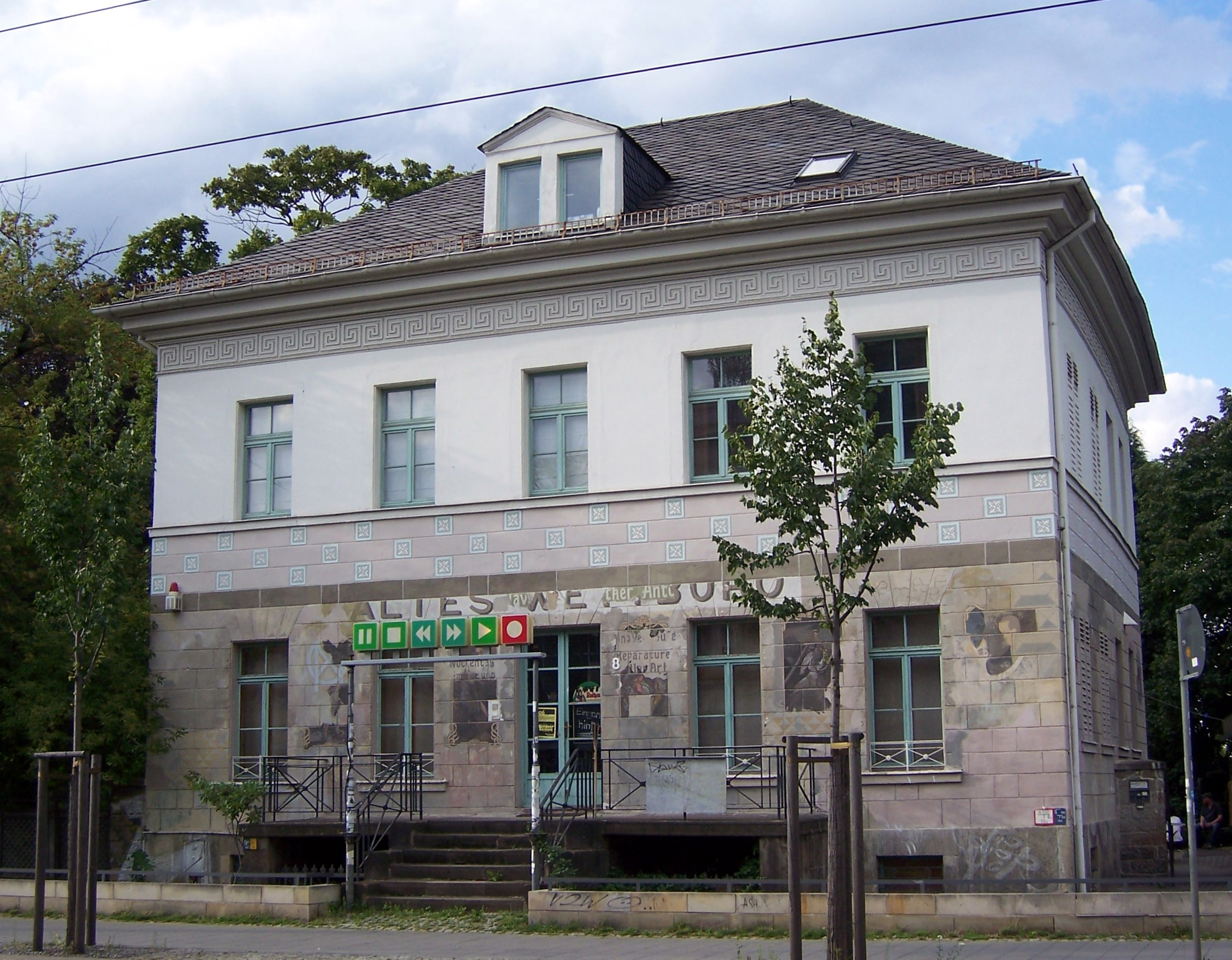
Haus Antonstraße 8, Altes Wettbüro

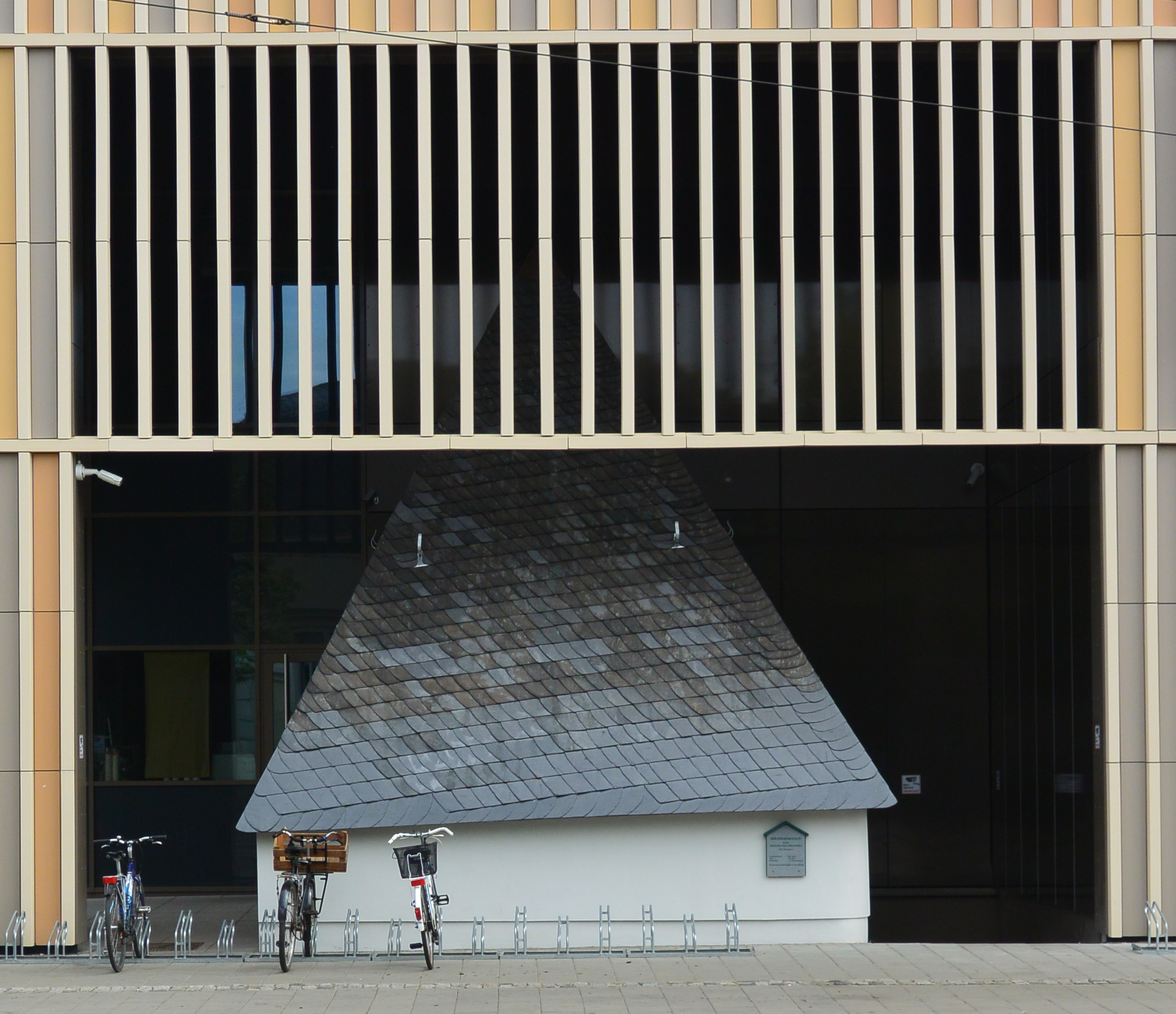
Brunnenhaus in der Antonstraße

Die Straße wurde nach König Anton von Sachsen, genannt der Gütige, benannt, der von 1827 bis 1836 das Königreich Sachsen regierte.
Ursprünglich bildete die Antonstraße in etwa die Westgrenze der rechtselbischen Stadt Altendresden, deren Stadt- und spätere Festungsmauern zum Teil an der Stelle der heutigen Straße verlief. Nördlich grenzt an die Antonstraße heute die Äußere Neustadt (auch bekannt als Antonstadt).
Im Haus Antonstraße 1 gibt es in der Villa Augustin das Erich Kästner Museum mit Dokumenten zum Leben und Werk dieses aus Dresden stammenden Schriftstellers.
An der Nordseite der Antonstraße stehen mehrere charakteristische Bauten im klassizistischen Stil, darunter das denkmalgeschützte Haus Antonstraße 8, in dem sich die Gaststätte Altes Wettbüro befindet.
Neben der Mietvilla Antonstraße 5 stehen auch das sogenannte Elephantenhaus Antonstraße 7/9 mit dem Elephantenrelief über dem Haupteingang und weitere der folgenden Gebäude unter staatlichem Denkmalschutz.
An besonderen Bauten im Verlauf der Antonstraße ist u. a. auch das bis zum Jahre 1990 komplett rekonstruierte Brunnenhaus für den Artesischen Brunnen hervorzuheben. Das schiefergedeckte Brunnenhaus neben dem Hochhaus am Albertplatz ist seit der Erweiterung des Hochhauses 2014/2015 seitlich und von oben umbaut. Zu der Quelle unter dem Haus (Lage) ist in den Jahren von 1832 bis 1836 ein Brunnen 243,25 Meter tief in den Untergrund gebohrt worden. Im Jahr 2023 war der Druck des nach oben sprudelnden Wassers so gering, dass der Springbrunnen nicht mehr versorgt werden konnte.